# لی یوئهونگ
لی یوئهونگ (انگلیسی: Li Yuehong؛ زادهٔ ۲۸ اوت ۱۹۸۹) تیرانداز اهل چین است.
وی در مسابقات کشوری و بین‌المللی در مجموع برندهٔ ۱ مدال برنز شده‌است.